# ريكي جان فرانسوا
ريكي جان فرانسوا (بالإنجليزية: Ricky Jean-Francois)‏ هو لاعب كرة قدم أمريكية أمريكي، ولد في 23 نوفمبر 1986 في ميامي في الولايات المتحدة.

## وصلات خارجية
- ريكي جان فرانسوا على موقع مرجع كرة القدم المحترفة.كوم (الإنجليزية)